# Shot of Love
Shot of Love – 21. album studyjny nagrany przez Boba Dylana w maju 1981 r. i wydany w tym samym roku w sierpniu. Trzeci i ostatni chrześcijański album artysty.

## Historia i charakter albumu
Jedną z przyczyn złego nagrania poprzedniej płyty była także rosnąca przez całe lata 80. niechęć Dylana do studiów nagraniowych, która trwała jeszcze w latach 90. Frustrująca dla niego była olbrzymia ilość czasu, którą trzeba było poświęcić, aby nagrać i wydać album.
Artysta potrafił wyciągnąć wnioski z porażki i do swojego następnego albumu Shot of Love wydanego 12 sierpnia 1981, przygotowywał się solidnie, zarówno jeśli chodzi o materiał, jak i o przygotowanie wszystkiego w studiu do osiągnięcia takiego brzmienia, jakie chciał mieć. Po raz pierwszy od Blood on the Tracks został także koproducentem płyty. Przed wejściem do studia odbywały się także dość rygorystyczne próby nowych utworów. Część z nich została trochę przećwiczona podczas krótkiego 19-dniowego tournée po północnym zachodzie Stanów Zjednoczonych.
Koniec września i część października spędził artysta ze swoim zespołem ćwicząc nowe piosenki we własnym studiu Rundown; nagrał także kilka dla swojej firmy wydawniczej „Special Rider”. Przećwiczono i nagrano co najmniej dziewięć utworów – czyli liczbę wystarczającą na nowy album. Według planu Dylan miał nagrać go właśnie w październiku, jednak 9 listopada rozpoczął miesięczne tournée noszące nazwę A Musical Retrospective Tour.
Tournée skończyło się 4 grudnia 1980 r. w Portlandzie (Oregon) i do marca 1981 r. Dylan dodał około trzydziestu nowych utworów, nie licząc instrumentalnych. Próby nad nimi trwały przez cały czas, nawet jeszcze w kwietniu, w Rundown i innych miejscach. Z nich wybrano około dwunastu i dokonano w Clover paru próbnych nagrań.
Wzorem poprzednich sesji, Dylan zdecydował się jeszcze na dogrywkę w ostatniej chwili i powtórnie nagrał „Heart of Mine” już z innymi muzykami, gdyż wypuścił swój zespół do domu.
Zaraz po nagraniu albumu Dylan wyruszył 10 czerwca ze swoim zespołem na krótkie Letnie Amerykańskie Tournée 1981, a potem, 21 czerwca na dłuższe Letnie Europejskie Tournée 1981, które zakończyło się 25 lipca 1981 r.
- Na okładce znajduje się cytat z Mateusza 11:25

"I thank thee, O Father, Lord of heaven and earth, because thou hast hidden these things from the wise and prudent and hast revealed them unto babes” Matthew 11:25
- Oryginalny album wydany w 1981 r. zawierał 9 utworów. Podczas reedycji albumu w 1985 r. dodano jeden utwór, stronę B singla – „The Groom's Still Waiting at the Altar” i od tej pory jest on umieszczany na wszystkich nowych edycjach.

## Muzycy
- Bob Dylan[a] – śpiew, pianino, gitara, harmonijka, instrumenty perkusyjne (sesje 1-13
- Jim Keltner – perkusja (sesje 1-13
- Clydie King – śpiew (sesje 1-13)
- Fred Tackett – gitara (sesje 1-12)
- Tim Drummond – gitara basowa (sesje 1-12)
- Jennifer Warnes – chórek (sesja 1)
- Regina McCrery – chórek (sesje 2-12)
- Carolyn Dennis – chórek (sesje 2-12)
- Madelyn Quebec – chórek (sesje 2-12)
- Steve Ripley – gitara (sesje 5-12)
- Carl Pickhardt – instrumenty klawiszowe (sesje 5-9)
- David Mansfield – gitara (sesja 5)
- Stephen Soles – gitara (sesja 5)
- Bobbye Hall – instrumenty perkusyjne (sesja 5)
- Danny Kortchmar – gitara (sesje 10-12)
- Benmont Tench – instrumenty klawiszowe (sesja 12)
- Chuck Plotkin – perkusja (sesja 13)
- Donald „Duck” Dunn – gitara basowa (sesja 13)
- Willie Smith – organy (sesja 13)
- Ron Wood – gitara (sesja 13)
- Ringo Starr – tom-tom (sesja 13)
- Steve Douglas[b] – saksofon

## Lista utworów
| 1.  | Shot of Love                           | 4:18  |
|     |                                        |       |
| 2.  | Heart of Mine                          | 4:29  |
|     |                                        |       |
| 3.  | Property of Jesus                      | 4:33  |
|     |                                        |       |
| 4.  | Lenny Bruce                            | 4:32  |
|     |                                        |       |
| 5.  | Watered-Down Love                      | 4:10  |
|     |                                        |       |
| 6.  | The Groom's Still Waiting at the Altar | 4:02  |
|     |                                        |       |
| 7.  | Dead Man, Dean Man                     | 3:58  |
|     |                                        |       |
| 8.  | In the Summertime                      | 3:34  |
|     |                                        |       |
| 9.  | Trouble                                | 4:32  |
|     |                                        |       |
| 10. | Every Grain of Sand                    | 6:12  |
|     |                                        |       |
|     |                                        | 44:20 |
|     |                                        |       |

## Sesje nagraniowe
Sesja nagraniowa. Rundown Studios, Santa Monica, California. 23 września 1980 r.
1. Every Grain of Sand; 2.Every Grain of Sand; 3.Her Memory (Bob Dylan/Helena Springs/Kenny Moore)
Muzycy
- Bob Dylan – fortepian
- Fred Tackett – gitara
- Jennifer Warnes – wokal towarzyszący

1 sesja nagraniowa. Rundown Studios, Santa Monica, Kalifornia, 26 marca 1981. Producent Jimmy Iovine.
1.Angelina; 2.Angelina
Muzycy
- Bob Dylan – śpiew, fortepian
- Steve Ripley – gitara
- Danny Kortchmar – gitara
- Carl Pickhardt – instrumenty klawiszowe
- Tim Drummond – gitara basowa
- Jim Keltner – perkusja
- Carolyn Dennis, Regina Havis, Clydie King – chórki

2 sesja nagraniowa. Rundown Studios, Santa Monica, Kalifornia. 27 marca 1981 r. Producent Jimmy Iovine
1.Instrumentalny jam; 2.Niezidentyfikowana piosenka; 3.Jam; 4.Niezidentyfikowana piosenka; 5.The Groom's Still Waiting at the Altar; 6.The Groom's Still Waiting at the Altar; 7.The Groom's Still Waiting at the Altar; 8.The Groom's Still Waiting at the Altar; 9.The Groom's Still Waiting at the Altar; 10.The Groom's Still Waiting at the Altar; 11.The Groom's Still Waiting at the Altar; 12.The Groom's Still Waiting at the Altar; 13.The Groom's Still Waiting at the Altar; 14.The Groom's Still Waiting at the Altar; 15.The Groom's Still Waiting at the Altar
Muzycy
- Bob Dylan – śpiew, fortepian
- Steve Ripley – gitara
- Danny Kortchmar – gitara
- Carl Pickhardt – instrumenty klawiszowe
- Tim Drummond – gitara basowa
- Jim Keltner – perkusja
- Carolyn Dennis, Regina Havis, Clydie King – chórki

Sesja nagraniowa 3. Studio A Studio 55, Los Angeles, Kalifornia. 31 marca 1981 r. Producent Jimmy Iovine
1.Caribbean Wind;2.Caribbean Wind; 3.Caribbean Wind; 4.Caribbean Wind; 5.Caribbean Wind; 6.Caribbean Wind; 7.Caribbean Wind; 8.Caribbean Wind
Muzycy
- Bob Dylan – śpiew, gitara
- Steve Ripley – gitara
- Fred Tackett – gitara
- David Mansfield – skrzypce
- Carl Pickhardt – instrumenty klawiszowe
- Tim Drummond – gitara basowa
- Jim Keltner – perkusja
- Bobbye Hall – instrumenty perkusyjne
- Carolyn Dennis, Regina Havis, Clydie King – chórki

Sesja nagraniowa 4. Cream Studio, Los Angeles, Kalifornia. 1 kwietnia 1981 r. Producent – Destiny Productions
1.Straw Hat; 2.Gonna Love You Anyway; 3.Gonna Love You Anyway; 4.Niezidentyfikowana piosenka; 5.I Wish It Would Rain; 6.It's All Dangerous to Me; 7.Instrumentalna; 8.Need a Woman; 9.Well Water; 10.Instrumentalna; 11.Instrumentalna; 12.Instrumentalna; 13.My Girl (It's Growing); 14.My Oriental House; 15.Wild Mountain Thyme (trad.); 16.Borrowed Time; 17.I Want You to Know I That Love You; 18.I Want You to Know I That Love You; 19.Rockin' Boat; 20.I Wish It Would Rain; 21.Cold Cold Heart; 22.Need a Woman; 23.In the Summertime; 24.I Want You to Know I That Love You; 25.I Want You to Know I That Love You; 26.I Want You to Know I That Love You; 27.Instrumentalna; 28.Is It Worth It?; 29.Is It Worth It?; 30.Is It Worth It?; 31.Is It Worth It?; 32.Is It Worth It?; 33.You Changed My Life; 34.Almost Persuaded; 35.Almost Persuaded; 36.Almost Persuaded; 37.Need a Woman; 38.I Wish It Would Rain; 39.I Wish It Would Rain; 40.I Wish It Would Rain
Muzycy
- Bob Dylan – śpiew, gitara
- Steve Ripley – gitara
- Fred Tackett – gitara
- Carl Pickhardt – instrumenty klawiszowe
- Tim Drummond – gitara basowa
- Jim Keltner – perkusja
- William Smith – instrumenty klawiszowe (7–18)
- Carolyn Dennis, Regina Havis, Clydie King – chórki (7–18)

Bootlegi
- Between Saved and Shot. Dandelion DL 105.
- God Only Knows. Sunflower 001

Sesja nagraniowa 5. Studio A, United Western Studio, Los Angeles, Kalifornia. 2 kwietnia 1981. Producent – Destiny Productions
1.Niezidentyfikowana piosenka; 2.Niezidentyfikowana piosenka; 3.Niezidentyfikowana piosenka; 4.Niezidentyfikowana piosenka; 5.Niezidentyfikowana piosenka; 6.Niezidentyfikowana piosenka; 7.Niezidentyfikowana piosenka; 8.Niezidentyfikowana piosenka; 9.Niezidentyfikowana piosenka; 10.Niezidentyfikowana piosenka; 11.Niezidentyfikowana piosenka; 12.Niezidentyfikowana piosenka; 13.Niezidentyfikowana piosenka; 14.Niezidentyfikowana piosenka; 15.Niezidentyfikowana piosenka; 16.Instrumentalna; 17.Instrumentalna; 18.Movin'; 19.Is It Worth It?; 20.Is It Worth It?; 21.Yes Sir, No Sir (Hallelujah); 22.Yes Sir, No Sir (Hallelujah); 23.Yes Sir, No Sir (Hallelujah); 24.Yes Sir, No Sir (Hallelujah); 25.Yes Sir, No Sir (Hallelujah); 26.Yes Sir, No Sir (Hallelujah); 27.Yes Sir, No Sir (Hallelujah); 28.Yes Sir, No Sir (Hallelujah); 29.Yes Sir, No Sir (Hallelujah); 30.Yes Sir, No Sir (Hallelujah); 31.Yes Sir, No Sir (Hallelujah); 32.Yes Sir, No Sir (Hallelujah); 33.Yes Sir, No Sir (Hallelujah); 34.Singing This Song for You; 35.Singing This Song for You; 36.Is It Worth It?; 37.Singing This Song for You; 38.Singing This Song for You; 39.Singing This Song for You; 40.You Changed My Life; 41.Niezidentyfikowana piosenka; 42.Reach Out; 43.Fur Slippers; 44.Let It Be Me (Delanoé/Becaud/Curtis); 45.Let It Be Me (Delanoé/Becaud/Curtis); 46.Let It Be Me (Delanoé/Becaud/Curtis); 47.Let It Be Me (Delanoé/Becaud/Curtis); 48.Is It Worth It?; 49.Instrumentalny; 50.Ah Ah Ah; 51.Ah Ah Ah
Muzycy
- Bob Dylan – śpiew, gitara
- Steve Ripley – gitara
- Fred Tackett – gitara
- William Smith – instrumenty klawiszowe
- Carl Pickhardt – instrumenty klawiszowe
- Tim Drummond – gitara basowa
- Jim Keltner – perkusja

Bootlegi
- Between Saved and Shot. Dandelion DL 105.
- God Only Knows. Sunflower 001

Sesja nagraniowa 6. Różne studia, Los Angeles, Kalifornia. Kwiecień 1981 r.
1.Child to Me; 2.Wind Blowin’ on the Water; 3.All the Way Down; 4.More to This Than Meets the Eye; 5.Straw Hat; 6.Instrumental Calypso; 7.Walking on Eggs; 8.All the Way Down
Muzycy
- Bob Dylan – śpiew, gitara
- prawdopodobnie z towarzyszeniem:
- Steve Ripley – gitara
- Fred Tackett – gitara
- William Smith – instrumenty klawiszowe
- Carl Pickhardt – instrumenty klawiszowe
- Tim Drummond – gitara basowa
- Jim Keltner – perkusja
- Carolyn Dennis, Regina Havis, Clydie King – chórki (1-3).

Bootlegs
- Between Saved and Shot. Dandelion DL 105.
- God Only Knows. Sunflower 001

Sesja nagraniowa 7. Clover Recorders, Los Angeles, Kalifornia. 23 April 1981 r. Producenci Chuck Plotkin i Bob Dylan
1.Magic; 2.Trouble; 3.Trouble; 4.Trouble; 5.Trouble; 6.Trouble; 7.Bolero; 8.Bolero; 9.Don't Ever Take Yourself Away; 10.Don't Ever Take Yourself Away; 11.You Changed My Life; 12.You Changed My Life; 13.You Changed My Life; 14.Be Careful; 15.Be Careful; 16.You Changed My Life; 17.You Changed My Life; 18.You Changed My Life; 19.You Changed My Life; 20.You Changed My Life; 21.You Changed My Life; 22.You Changed My Life; 23.You Changed My Life; 24.Heart Of Mine; 25.Shot Of Love; 26.Mystery Train (Sam Phillips – Herman Parker); 27.Half As Much (Hank Williams); 28.The Groom's Still Waiting at the Altar; 29.Dead Man, Dead Man
Muzycy
- Bob Dylan – śpiew, gitara
- Danny Kortchmar – gitara
- Steve Ripley – gitara
- Benmont Tench – instrumenty klawiszowe
- Tim Drummond – gitara basowa
- Jim Keltner – perkusja
- Carolyn Dennis, Regina Havis, Clydie King – chórki

Sesja nagraniowa 8. Clover Recorders, Los Angeles, Kalifornia. 24 kwietnia 1981 r. Producenci Chuck Plotkin i Bob Dylan
1.Magic; 2.Magic
Muzycy
- Bob Dylan (śpiew, gitara)
- Danny Kortchmar (gitara)
- Steve Ripley (gitara)
- Benmont Tench (instrumenty klawiszowe)
- Tim Drummond (gitara basowa)
- Jim Keltner (perkusja)
- Carolyn Dennis, Regina Havis, Clydie King (wokal wspierający)

Sesja nagraniowa 9. Clover Recorders, Los Angeles, Kalifornia. 27 kwietnia 1981 r. Producenci Chuck Plotkin i Bob Dylan
1.Need a Woman; 2.Need a Woman; 3.Need a Woman; 4.Need a Woman; 5.Dead Man, Dead Man; 6.Dead Man, Dead Man; 7.Dead Man, Dead Man; 8.In the Summertime; 9.In the Summertime; 10.In the Summertime; 11.In the Summertime; 12.In the Summertime; 13.In the Summertime; 14.In the Summertime; 15.In the Summertime; 16.In The Summertime; 17.In the Summertime; 18.In the Summertime; 19.Watered-Down Love
Muzycy
- Bob Dylan – śpiew, gitara
- Mike Campbell – gitara
- William Smith – instrumenty klawiszowe
- Benmont Tench – instrumenty klawiszowe
- Tim Drummond – gitara basowa
- Jim Keltner – perkusja

Sesja nagraniowa 10. Clover Recorders; Los Angeles, Kalifornia. 28 kwietnia 1981 r. Producenci Chuck Plotkin i Bob Dylan
1.Watered-Down Love; 2.Watered-Down Love; 3.Watered-Down Love; 4.Watered-Down Love; 5.Heart of Mine; 6.Dead Man; Dead Man; 7.Dead Man, Dead Man; 8.Blue T/L; 9.Dead Man, Dead Man; 10.Property of Jesus; 11.Heart of Mine; 12.Heart of Mine; 13.Heart of Mine
Muzycy
- Bob Dylan – śpiew, gitara
- Steve Ripley – gitara
- Fred Tackett – gitara
- Steve Douglas – saksofon
- Carl Pickhardt – fortepian
- Tim Drummond – gitara basowa
- Jim Keltner – perkusja
- Carolyn Dennis, Regina Havis, Clydie King – chórki

Sesja nagraniowa 11. Clover Recorders, Los Angeles, Kalifornia. 29 kwietnia 1981 r. Producenci Chuck Plotkin i Bob Dylan
1.Every Grain of Sand; 2.Heart of Mine; 3.Dead Man, Dead Man; 4.Dead Man, Dead Man; 5.The Girl from Louisville; 6.Lenny Bruce; 7.Lenny Bruce; 8.The Ballad of Ira Hayes (Peter La Farge); 9.Property of Jesus; 10.The King Is on the Throne; 11.Fur Slippers
Muzycy
- Bob Dylan – gitara, śpiew
- Steve Ripley – gitara
- Fred Tackett – gitara
- Benmont Tench – instrumenty klawiszowe
- Steve Douglas – saksofon
- Carl Pickhardt – fortepian
- Tim Drummond – gitara basowa
- Jim Keltner – perkusja
- Carolyn Dennis, Regina Havis, Clydie King – chórki

Sesja nagraniowa 12. Clover Recorders, Los Angeles, Kalifornia. 30 kwietnia 1981 r. Producenci Chuck Plotkin i Bob Dylan
1.Dead Man, Dead Man; 2.Dead Man, Dead Man; 3.Dead Man, Dead Man; 4.Lenny Bruce; 5.Instrumentalny; 6.Dead Man, Dead Man; 7.Dead Man, Dead Man; 8.Dead Man, Dead Man; 9.Instrumentalny; 10.Caribbean Wind
Muzycy
- Bob Dylan – śpiew, gitara
- Steve Ripley – gitara
- Fred Tackett – gitara
- Benmont Tench – instrumenty klawiszowe
- Steve Douglas – saksofon
- Carl Pickhardt – fortepian
- Tim Drummond – gitara basowa
- Jim Keltner – perkusja
- Madelyn Quebec, Regina Havis, Clydie King – chórki

Sesja nagraniowa 13. Clover Recorders, Los Angeles, California. 1 maja 1981 r. Producenci Chuck Plotkin i Bob Dylan
1.It's All Dangerous to Me; 2.My Oriental House; 3.Caribbean Wind; 4.Ah Ah Ah; 5.Let It Be Me (Delanoé/Becaud/Curtis); 6.Dead Man, Dead Man; 7.Don't Let Her Know; 8.Watered-Down Love; 9.Property of Jesus
Muzycy
- Bob Dylan – śpiew, gitara
- Steve Ripley – gitara
- Fred Tackett – gitara
- Benmont Tench – instrumenty klawiszowe
- Steve Douglas – saksofon
- Carl Pickhardt – fortepian
- Tim Drummond – gitara basowa
- Jim Keltner – perkusja
- Madelyn Quebec, Regina Havis, Clydie King – chórki

Sesja nagraniowa 14. Clover Recorders, Los Angeles, Kalifornia. Wczesny maj 1981 r. Producenci Chuck Plotkin and Bob Dylan
1.Shot of Love; 2.Every Grain of Sand; 3.The Groom's Still Waiting at the Altar
Muzycy
- Bob Dylan – śpiew, gitara
- Steve Ripley – gitara
- Fred Tackett – gitara
- Danny Kortchmar – gitara
- Steve Douglas – saksofon
- Benmont Tench – instrumenty klawiszowe
- Carl Pickhardt – fortepian
- Tim Drummond – gitara basowa
- Jim Keltner – perkusja
- Madelyn Quebec, Regina Havis, Clydie King – chórki

Sesja nagraniowa 15. Clover Recorders, Los Angeles, California. 14 maja 1981 r. ProducenciChuck Plotkin i Bob Dylan
1.Dead Man, Dead Man; 2.Lenny Bruce; 3.Trouble; 4.In the Summertime;
Muzyka
- Bob Dylan – śpiew, gitara
- Fred Tackett – gitara
- Steve Douglas – saksofon
- Benmont Tench – instrumenty klawiszowe
- Stephen Eric Hague – instrumenty klawiszowe
- Tim Drummond – gitara basowa
- Jim Keltner – perkusja

Sesja nagraniowa 16. Clover Recorders, Los Angeles, Kalifornia. 15 maja 1981 r. Producenci Chuck Plotkin i Bob Dylan
1.Minute by Minute (Sam & Dave); 2.Heart of Mine; 3.Instrumentalny; 4.Instrumentalny; 5.Heart of Mine; 6.Heart of Mine; 7.Glory of Love; 8.Heart of Mine; 9.Heart of Mine; 10.Heart of Mine; 11.Heart of Mine; 12.Watered-Down Love; 13.Watered-Down Love; 14.Watered-Down Love; 15.In a Battle; 16.Watered-Down Love; 17.Watered-Down Love; 18.Watered-Down Love; 19.Watered-Down Love; 20.Watered-Down Love; 21.Watered-Down Love; 22.Mystery Train (Sam Phillips – Herman Parker)
Muzycy
- Bob Dylan – śpiew, gitara
- Fred Tackett – gitara
- Danny Kortchmar – gitara
- Willie Smith – instrumenty klawiszowe
- Donald Dunn – gitara basowa
- Ringo Starr – perkusja
- Jim Keltner – perkusja
- Carolyn Dennis, Madelyn Quebec – chórki

## Odrzucone utwory z sesji
1. Every Grain of Sand (co najmniej dwie wersje; pierwsza trafiła na The Bootleg Series Volumes 1–3 (Rare & Unreleased) 1961–1991)
2. Property of Jesus
3. Carribean Wind
4. She’s Not for You
5. The Groom's Still Waiting at the Altar
6. Let's Keep It Between Us
7. Yonder Comes Sin
8. Shot of Love
9. You Changed My Life (dwie wersje)
10. instrumentalny jam
11. Heart of Mine
12. instrumentalny jam
13. Let's Begin
14. Every Grain of Sand (instrumentalny)
15. instrumentalny jam
16. Yes Sir, No Sir (Halleluiah) (instrumentalny)
17. Please Be Patient with Me [Regina Havis]
18. Let's Begin
19. No Man Righteous (No Not One) [Regina Havis]
20. Is It Worth It? (instrumentalny)
21. Every Grain of Sand
22. Need a Woman
23. Angelina
24. The Groom's Still Waiting at the Altar
25. Almost Persuaded
26. Tune After Almost
27. In the Summertime
28. You Can't Make It on Your Own
29. Rockin' Boat
30. Borrowed Time
31. I Want You to Know I Love You
32. Gonna Love Her Anyway (instrumentalny)
33. Wait and See
34. Carribean Wind
35. Yes Sir, No Sir (Hallelujah)
36. Fur Slippers
37. Let It Be Me
38. Is It Worth It?
39. Ah Ah Ah Ah (trzy wersje)
40. The King Is on the Throne (według pogłosek)
41. Child to Me
42. Wind Blowin’ on the Water
43. All the Way Down
44. My Oriental Home (instrumentalny)
45. It's All Dangerous to Me (instrumentalny)
46. Borrowed Time
47. More to This than Meets the Eye (instrumentalny)
48. Straw Hat (instrumentalny)
49. Instrumental Calypso
50. Walking on Eggs (instrumentalny)
51. Well Water (instrumentalny)
52. All the Way (instrumentalny)
53. Shot of Love
54. Carribean Wind
55. Let's Keep It Between Us (według pogłosek)
56. She’s Not for You (według pogłosek)
57. Heart of Mine (instrumentalny)
58. Trouble
59. Magic
60. Don't Ever Take Yourself Away (dwie wersje)
61. You Changed My Life
62. Shot of Love
63. Mystery Train
64. Half as Much
65. The Groom's Still Waiting at the Altar
66. Dead Man, Dead Man
67. You Changed My Life (umieszczony na The Bootleg Series Volumes 1–3 (Rare & Unreleased) 1961–1991)
68. Be Careful (według pogłosek)
69. Property of Jesus
70. Watered Down Love
71. Ain’t Gonna Go to Hell for Anybody (według pogłosek)
72. Blessed Is the Name (według pogłosek)
73. City of Gold (według pogłosek)
74. Ye Shall Be Changed (według pogłosek)
75. I Will Love Him (według pogłosek)
76. Yonder Comes Sin (według pogłosek)
77. Stand by Faith (według pogłosek)
78. Heart of Stone (według pogłosek)
79. Need a Woman (dwie wersje; pierwsza trafiła na The Bootleg Series Volumes 1–3 (Rare & Unreleased) 1961–1991)
80. Angelina (dwie wersje; pierwsza trafiła na The Bootleg Series Volumes 1–3 (Rare & Unreleased) 1961–1991)
81. Heart of Mine
82. Lenny Bruce
83. Let It Be Me
84. Mystery Train

## Opis albumu
- Producent – Chuck Plotkin i Bob Dylan; Bumps Blackwell (2-10), Chuck Plotkin i Bod Dylan (1)
- Miejsce i data nagrań –

1. sesja: Rundown Studios, Santa Monica, Kalifornia; 23 września 1980 r. (odrzuty 1)
2. sesja: Rundown Studios, Santa Monica, Kalifornia; październik 1980 r. (odrzuty 2–7)
3. sesja: Rundown Studios, Santa Monica, Kalifornia; 11 marca 1981 r. (odrzuty 8, 9)
4. sesja: Rundown Studios, Santa Monica, Kalifornia; koniec marca 1981 r. (odrzuty 10–20)
5. sesja: Różne studia w Los Angeles, Kalifornia; koniec marca (odrzuty 21–33)
6. sesja: Studio 55 w Los Angeles, Kalifornia; 31 marca 1981 r. (odrzuty 34)
7. sesja: United Western Studio A w Los Angeles, Kalifornia; 2 kwietnia 1981 r. (odrzuty 35–40)
8. sesja: Różne studia w Los Angeles, Kalifornia; początek kwietnia 1981 r. (odrzuty 41–52)
9. sesja: Rundown Studios, Santa Monica, Kalifornia; 6 i 7 kwietnia 1981 r. (odrzuty 53–56)
10. sesja: Rundown Studios, Santa Monica, Kalifornia; 23 kwietnia 1981 r. (odrzuty 57–68)
11. sesja: Rundown Studios, Santa Monica, Kalifornia; koniec kwietnia 1981 r. (odrzuty 69–78; album 1)
12. sesja: Clover Studios, Hollywood, Kalifornia; od pocz. to poł. maja 1981 r. (odrzuty 79–84; album 3, 4, 5, 6, 7, 8, 9, 10)
13. sesja: Clover Studios, Hollywood, Kalifornia; koniec maja 1981 r. (album 2)

- Inżynier nagrywający – Toby Scott
- Inżynier asystent – Dana Bisbee
- Nadzór na nagrywaniem – Arthur Rosato
- Koordynator produkcji – Debbie Gold
- mastering – Ken Perry
- Studio – Capitol
- Czas – 40 min 15 s
- Projekt i grafika na okładce – Pearl Beach
- Firma nagraniowa – Columbia
- Numer katalogowy – TC 37496
- Data wydania – 12 sierpnia 1981 r.

Wznowienie na cd
- Mastering – Vic Anesini
- Studio – CBS Records Studio, Nowy Jork
- Firma nagraniowa – Columbia
- Numer katalogowy – CK 37496
- Rok wznowienia – 1990

## Listy przebojów

### Album
| Rok  | Lista                          | Pozycja |
| ---- | ------------------------------ | ------- |
| 1981 | Billboard USA. Albumy popowe   | 33      |
| 1981 | Melody Maker WB. Albumy popowe | 6       |